# Ploéven

Ploéven este o comună în departamentul Finistère, Franța. În 2009 avea o populație de 505 de locuitori.